# Gastroserica haucki
Gastroserica haucki är en skalbaggsart som beskrevs år 2000 av Dirk Ahrens. Den är medlem i familjen Melolonthidae. Inga underarter finns listade i Catalogue of Life.